# Сент Чарлс (Илиноис)
Сент Чарлс (енгл. St. Charles) град је у америчкој савезној држави Илиноис. По попису становништва из 2010. у њему је живело 32.974 становника.

## Демографија
Према попису становништва из 2010. у граду је живело 32.974 становника, што је 5.078 (18,2%) становника више него 2000. године.
| Група             | 2000.          | 2010.          |
| Белци             | 25.212 (90,4%) | 27.378 (83,0%) |
| Афроамериканци    | 462 (1,7%)     | 824 (2,5%)     |
| Азијати           | 499 (1,8%)     | 1.045 (3,2%)   |
| Хиспаноамериканци | 1.535 (5,5%)   | 3.349 (10,2%)  |
| Укупно            | 27.896         | 32.974         |